# Sebastian Wurth

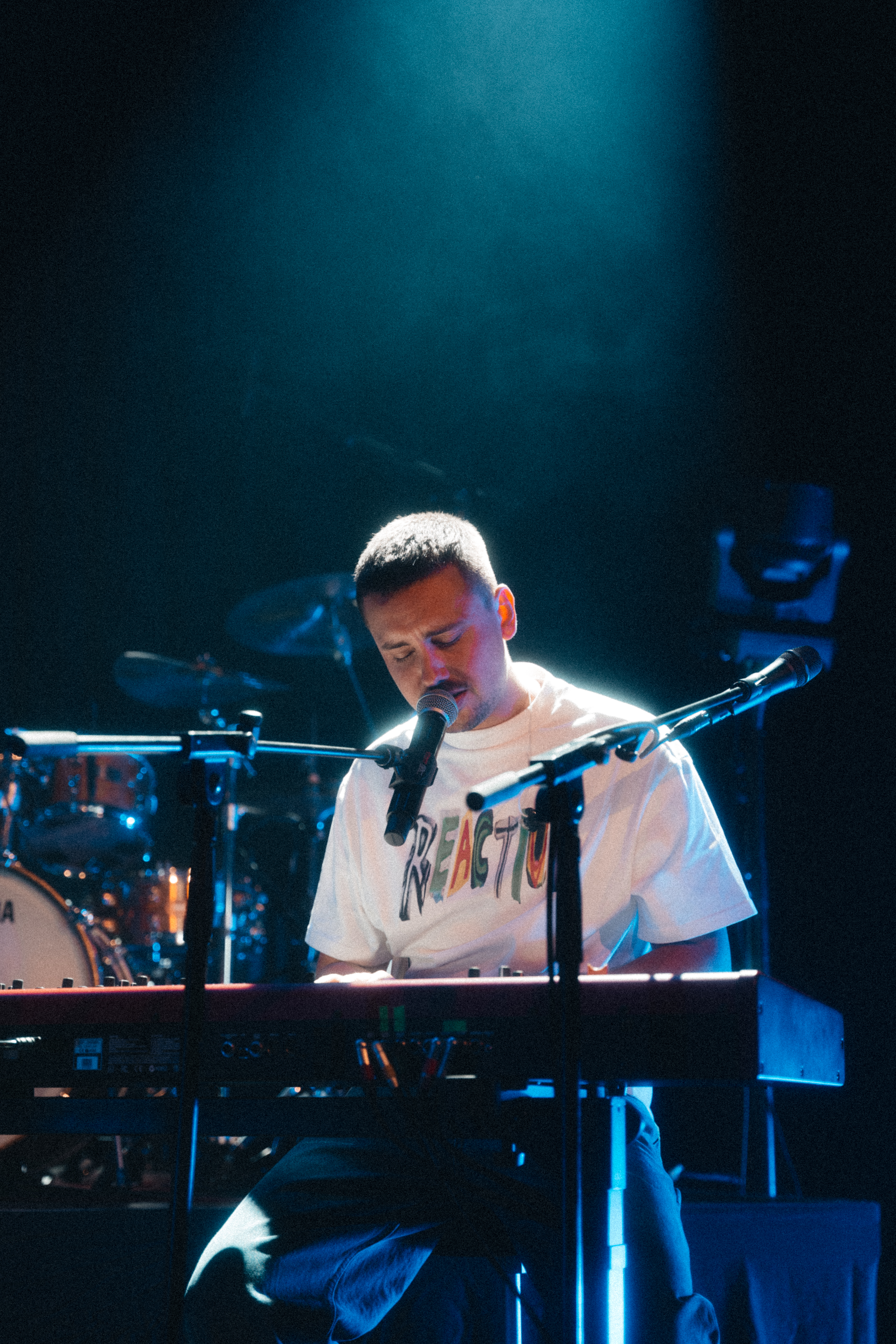
Sebastian Wurth – Live (2023)

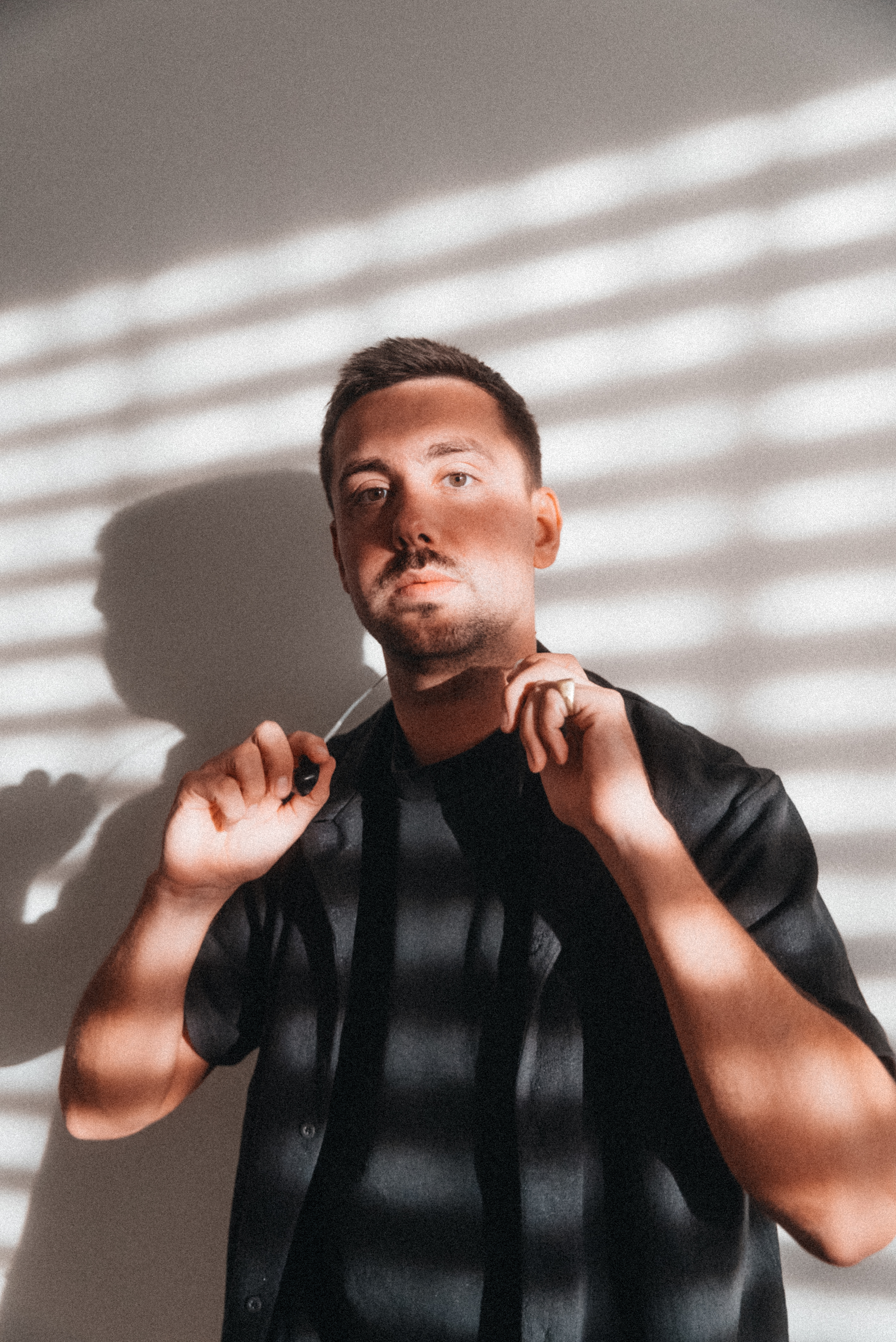
Sebastian Wurth (2023)

Sebastian Wurth (* 21. Juli 1994 in Wipperfürth, Nordrhein-Westfalen) ist ein deutscher Popsänger, der seit 2021 als Solokünstler und Songwriter tätig ist.
Größere Bekanntheit erlangte er 2011 durch die Teilnahme an der Castingshow Deutschland sucht den Superstar. Von 2014 bis 2020 war Wurth Mitglied in der Band Feuerherz.

## Leben
Wurth wuchs auf in Wipperfürth. Sein Vater Thomas Wurth ist Jazzmusiker und Musikpädagoge. Im Alter von 6 Jahren begann Sebastian Wurth Unterricht in Trompete zu nehmen. Mit 13 Jahren begann er Bass zu spielen, der mit 14 Jahren durch die Gitarre ersetzt wurde.
Mit 16 Jahren war Sebastian Wurth 2011 Teilnehmer in der 8. Staffel der Castingshow Deutschland sucht den Superstar (DSDS), wo er den 5. Platz belegte. Im selben Jahr erschien seine erste Single Hard to Love You bei Universal Music, die in deutschen und österreichischen Charts Platz 18 belegt hatte. Die Single You Let the Sun Go Down aus dem 2012 erschienenen Album Strong erreichte in Deutschland Platz 63 und blieb dort zwei Wochen. Sein 2013 veröffentlichte Album Atemlos ist komplett auf Deutsch.
Nach weiterer Zusammenarbeit mit Universal Music und einem Bachelor-Abschluss an der Hochschule Düsseldorf fokussiert sich der Sänger voll und ganz auf seine Musik.
2022 unterschrieb er einen Labeldeal bei BMG Rights Management und veröffentlichte am 17. Februar 2023 seine erste Single Kapitel 1. Auf Kapitel 1 folgte direkt am Anschluss seine erste Headline-Tour. Im Verlauf des Jahres veröffentlichte Wurth weitere Singles, wie Besser dran allein und Hälfte von mir, die auf der EP Kapitel 1 zusammengefasst wurden.
2024 und 2025 wurden dann weitere Single‘s wie „Wie‘s gestern war“, ein Remake des Sommerhits „36 Grad“, sowie die Piano-Ballade „Normal“ veröffentlicht.
Seit dem ersten Release 2023 spielte Wurth viele Live-Shows (u. a. Reeperbahn-Festival, Zeltfestival Ruhr), Support Auftritte, u. a. bei Max Giesinger, Sophia, KayEf oder Mo-Torres und zwei eigene Club-Touren.

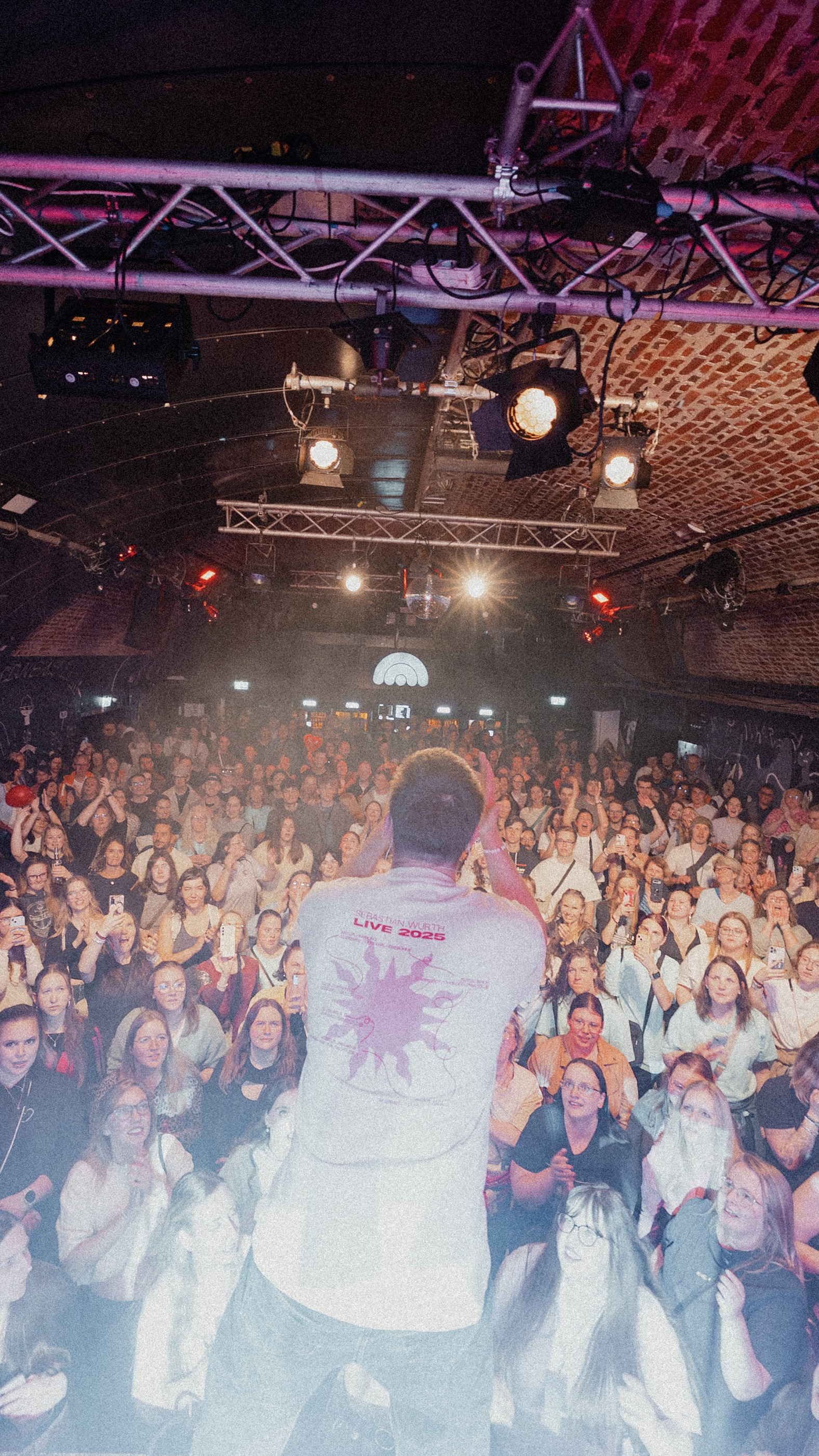
Sebastian Wurth live im CBE in Köln.

Seit 2020 ist Wurth auch als Songwriter tätig. In den letzten Jahren war er an mehreren Nummer #1 Alben mitbeteiligt und erhielt 2× Gold- und 1× Platinstatus als Songwriter. So schrieb er unter anderem an Liedern für Julia Engelmann, Culcha Candela, SOPHIA, Mo-Torres, Mario Novembre, HE/RO, Helene Fischer, Roland Kaiser, Maite Kelly mit.

## Diskografie

### Studioalben
| Jahr | Titel   | Höchstplatzierung, Gesamtwochen, AuszeichnungChartplatzierungen (Jahr, Titel, Platzierungen, Wochen, Auszeichnungen, Anmerkungen) | Höchstplatzierung, Gesamtwochen, AuszeichnungChartplatzierungen (Jahr, Titel, Platzierungen, Wochen, Auszeichnungen, Anmerkungen) | Höchstplatzierung, Gesamtwochen, AuszeichnungChartplatzierungen (Jahr, Titel, Platzierungen, Wochen, Auszeichnungen, Anmerkungen) | Anmerkungen                              |
| Jahr | Titel   | DE | AT | CH | Anmerkungen                              |
| ---- | ------- | --- | --- | --- | ---------------------------------------- |
| 2012 | Strong  | DE34 (2 Wo.)DE | AT50 (2 Wo.)AT | CH81 (1 Wo.)CH | Erstveröffentlichung: 10. Februar 2012   |
| 2013 | Atemlos | — | — | — | Erstveröffentlichung: 13. September 2013 |

### Singles
| Jahr | Titel Album                    | Höchstplatzierung, Gesamtwochen, AuszeichnungChartplatzierungen (Jahr, Titel, Album, Platzierungen, Wochen, Auszeichnungen, Anmerkungen) | Höchstplatzierung, Gesamtwochen, AuszeichnungChartplatzierungen (Jahr, Titel, Album, Platzierungen, Wochen, Auszeichnungen, Anmerkungen) | Höchstplatzierung, Gesamtwochen, AuszeichnungChartplatzierungen (Jahr, Titel, Album, Platzierungen, Wochen, Auszeichnungen, Anmerkungen) | Anmerkungen                           |
| Jahr | Titel Album                    | DE | AT | CH | Anmerkungen                           |
| ---- | ------------------------------ | --- | --- | --- | ------------------------------------- |
| 2011 | Hard to Love You –             | DE18 (6 Wo.)DE | AT59 (1 Wo.)AT | — | Erstveröffentlichung: 24. Juni 2011   |
| 2012 | You Let the Sun Go Down Strong | DE63 (2 Wo.)DE | — | — | Erstveröffentlichung: 20. Januar 2012 |

Weitere Veröffentlichungen
- 2012: The Time Is Right
- 2013: Komm mit ins Leben
- 2023: Kapitel 1
- 2023: Besser dran allein
- 2023: Hälfte von mir
- 2023: Bevor du gehst ft. Toksi
- 2023: Die besten Tage
- 2023: Wunden
- 2023: Polarlicht
- 2023: Kapitel 1 EP
- 2024: 36 Grad
- 2024: Wie‘s gestern war
- 2024: Keine Wahl
- 2025: Denke mich kaputt
- 2025: Normal
- 2025: Vertigo